# Grovigli
Grovigli è il secondo album della cantante italiana Malika Ayane, pubblicato il 19 febbraio 2010.

## Descrizione
Prodotto e arrangiato da Ferdinando Arnò, l'album è arricchito da collaborazioni importanti, tra cui Pacifico, Cesare Cremonini e Paolo Conte.
Il titolo dell'album è lo stesso di una canzone scritta dalla stessa Ayane e presentata in origine come parte di questo progetto; tuttavia essa non fu pubblicata e divenne l'opening track dell'album successivo.
Dell'album fanno parte il singolo Ricomincio da qui, presentato in competizione al 60º Festival di Sanremo, e la cover de La prima cosa bella di Nicola Di Bari realizzata per la colonna sonora dell'omonimo film di Paolo Virzì.
Tra gli ospiti già citati spicca Paolo Conte, con cui Malika Ayane duetta nell'inedito Little Brown Bear e rende omaggio al cantautore astigiano realizzando una cover del suo brano Chiamami adesso. Con Cesare Cremonini duetta in Believe In Love, scritta dallo stesso Cremonini, suo compagno dal 2009.
A maggio 2010 l'album ha superato le 70 000 copie vendute ed entra nella classifica annuale degli album più venduti del 2010, stilata dalla Fimi, al 14º posto.
A maggio 2016 l'edizione del disco Grovigli-Special tour edition (uscita ad ottobre 2010) viene certificata doppio disco di platino per le oltre 100 000 copie vendute.

## Tracce

### Edizione standard
1. Ricomincio da qui – 3:22 (testo: Malika Ayane, Pacifico – musica: Ferdinando Arnò)
2. Thoughts and Clouds – 3:48 (testo: Ferdinando Arnò, Sandy Chambers – musica: Ferdinando Arnò)
3. La prima cosa bella – 3:37 (testo: Mogol – musica: Gian Piero Reverberi, Nicola Di Bari)
4. Brighter Than Sunshine – 3:13 (Ferdinando Arnò)
5. Little Brown Bear – 2:37 (Paolo Conte) – feat. Paolo Conte
6. Mille – 2:45 (testo: Luca Gemma – musica: Ferdinando Arnò)
7. Outro (Ricomincio da qui) – 1:29 (testo: Malika Ayane, Pacifico (cantante) – musica: Ferdinando Arnò)
8. Satisfy My Soul – 3:33 (testo: Malika Ayane – musica: Ferdinando Arnò)
9. Chiamami adesso – 2:55 (Paolo Conte)
10. Sogna – 4:28 (testo: Malika Ayane – musica: Ferdinando Arnò)
11. Reprise (Sogna) – 0:47 (testo: Malika Ayane – musica: Ferdinando Arnò)
12. Believe In Love – 2:24 (Cesare Cremonini) – con Cesare Cremonini

Durata totale: 34:58

### Special tour edition
Il 26 ottobre 2010 viene pubblicata una nuova edizione dell'album, contenente 2 brani in aggiunta a quelli dell'edizione standard, oltre ad un DVD con 8 esibizioni live e diversi contenuti speciali:
1. Il giorno in più – 3:35 (Pacifico)
2. Hello! – 4:05 (Cesare Cremonini) – con Cesare Cremonini

Durata totale: 42:38

## Formazione
- Malika Ayane - voce
- Cesare Chiodo - basso
- Lele Melotti - batteria
- Barny Barnicott - tastiera, cori
- Sandro De Bellis - percussioni
- Giorgio Cocilovo - chitarra, banjo
- Ferdinando Arnò - tastiera, pianoforte
- Paolo Costa - basso
- Massimo Serra - percussioni
- Luca Colombo - chitarra
- Peter Truffa - pianoforte
- Cédric Marszewski - programmazione
- Ferdinando Masi - batteria
- Anthony Whiting - chitarra
- Marco Decimo - violoncello
- Nick Holland - violoncello
- Tom Bowes - violino
- Emilio Soana - tromba
- Rudy Migliardi - trombone
- Mr. T-bone - trombone
- Paolo Parpaglione - sax
- Nathan Gash - tuba
- Fabio Besana, Sandy Chambers, Olmo Costa, Eleanor de Veras, Marino Paire, John Kenzie, Paul Rosette, Marco Guerzoni, Francesca Touré, Luana Heredia - cori

## Riscontro della critica
| Recensione      | Giudizio |
| --------------- | -------- |
| Musica e dischi |          |
| All Music Guide |          |

La critica musicale ha riservato all'album un'accoglienza molto calorosa. Sulle pagine di Repubblica, il disco è stato definito «la definitiva affermazione della miglior rivelazione vocale della recente musica italiana». Francesco Marchetti sul sito wuz.it ha sottolineato le abilità vocali della cantante, affermando che la sua voce «modula esercizi di nuoto sincronizzato nell'acqua delle note».
Sulla rivista Musica e dischi, Cristiana Vianello ha assegnato a Grovigli un punteggio di 4 stelle su 5, dando risalto soprattutto ai brani La prima cosa bella e Believe in Love. Gianni Sibilla di Rockol ha definito l'album particolarmente raffinato, ma ha considerato come un possibile limite la scelta di cantare alcuni brani in italiano ed altri in inglese.
Nella sua recensione pubblicata su All Music Guide, Mariano Prunes scrive che il disco si mantiene sulla linea del precedente, ma con brani migliori, soprattutto grazie alle firme di Pacifico e Paolo Conte.

## Classifiche

### Classifiche settimanali
| Classifica (2010) | Posizione massima |
| ----------------- | ----------------- |
| Italia            | 2                 |

### Classifiche di fine anno
| Classifica (2010) | Posizione |
| ----------------- | --------- |
| Italia            | 14        |